# Poupry
Poupry est une commune française située dans le département d'Eure-et-Loir en région Centre-Val de Loire.

## Géographie

### Situation
Poupry est au sud est de l'Eure-et-Loir, limitrophe du département du Loiret avec les communes d'Artenay et Sougy.

Situation géographique
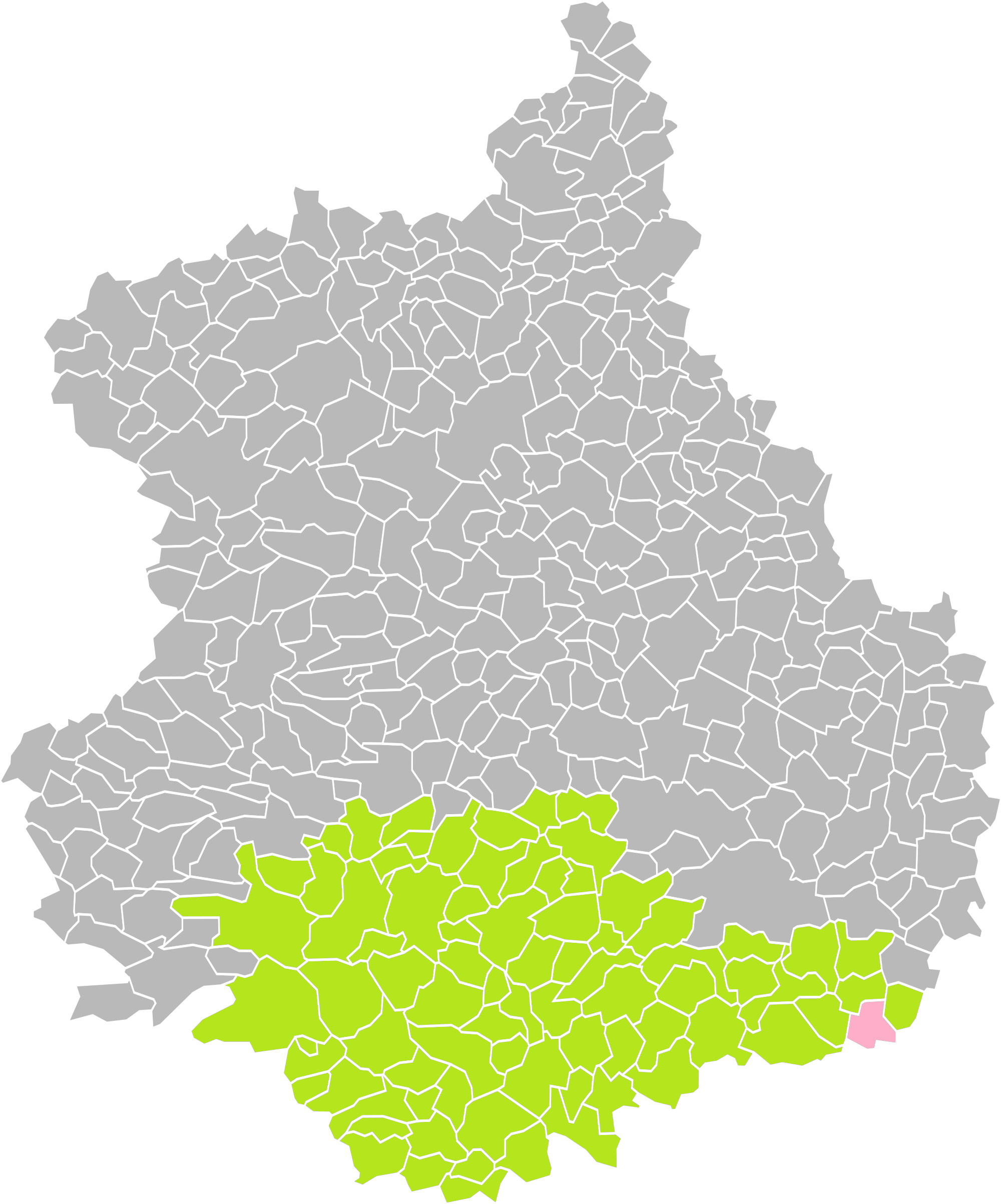
Poupry dans son arrondissement.
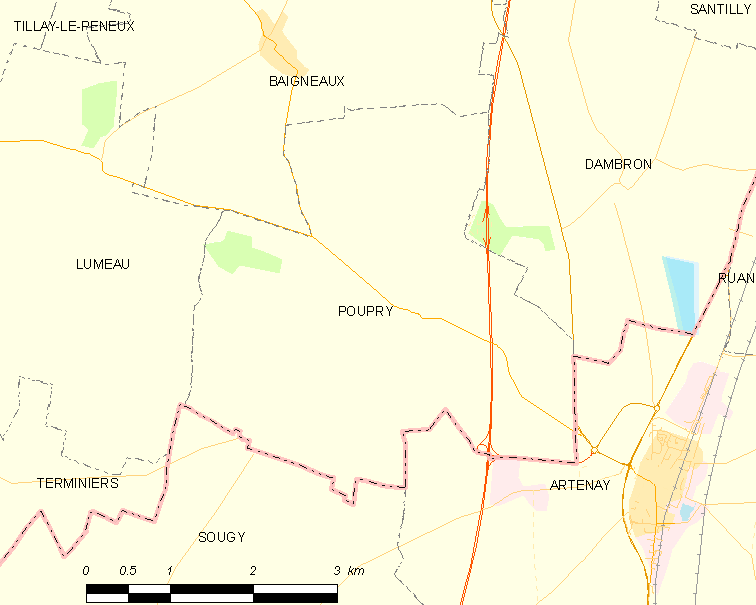
Carte de la commune de Poupry.

### Communes et département limitrophes
|            | Baigneaux      |                  |
| Lumeau     | Poupry         | Dambron          |
| Terminiers | Sougy (Loiret) | Artenay (Loiret) |

### Hydrographie
Le relief du bassin versant amont de la rivière Conie met en évidence le réseau hydrographique fossile, ses assecs et la dépression de la cuvette de Poupry, dont le village se trouve sur la bordure sud.

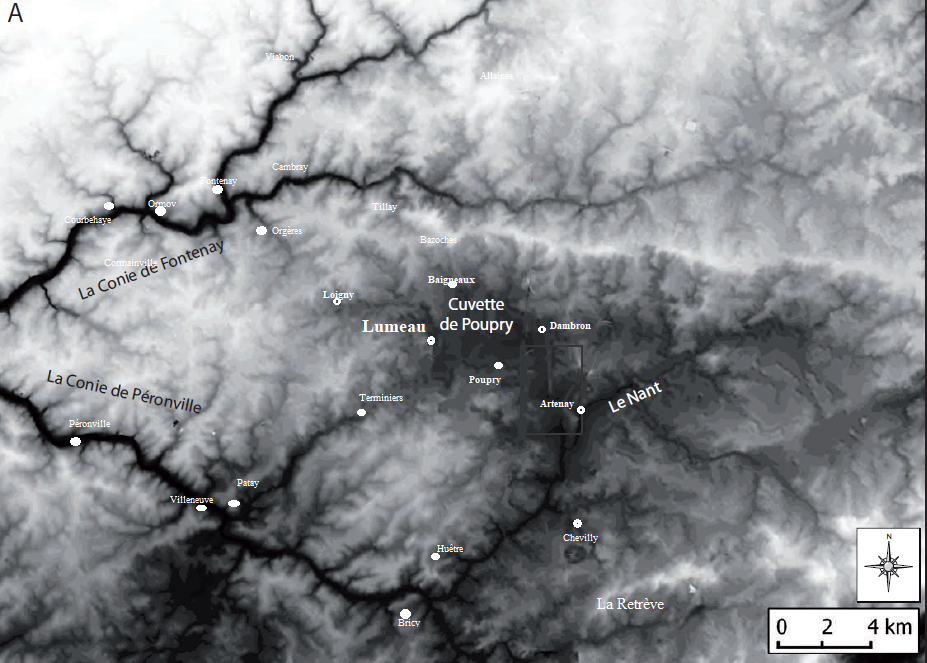
Relief du bassin versant amont de la Conie et la cuvette de Poupry

### Voies de communication
Traversée par l'autoroute A10, la commune constitue le point d'entrée sud de l'Aquitaine dans le département d'Eure-et-Loir. Poupry, bénéficiant de la sortie no 13 de cette autoroute, développe la zone d’activité de Villeneuve avec des entreprises de logistique et de grande distribution.

### Climat
Pour des articles plus généraux, voir Climat du Centre-Val de Loire et Climat d'Eure-et-Loir.
En 2010, le climat de la commune est de type climat océanique dégradé des plaines du Centre et du Nord, selon une étude du CNRS s'appuyant sur une série de données couvrant la période 1971-2000. En 2020, Météo-France publie une typologie des climats de la France métropolitaine dans laquelle la commune est exposée à un climat océanique altéré et est dans la région climatique  Moyenne vallée de la Loire, caractérisée par une bonne insolation (1 850 h/an) et un été peu pluvieux. 
Pour la période 1971-2000, la température annuelle moyenne est de 10,9 °C, avec une amplitude thermique annuelle de 15,2 °C. Le cumul annuel moyen de précipitations est de 657 mm, avec 10,3 jours de précipitations en janvier et 7,2 jours en juillet. Pour la période 1991-2020, la température moyenne annuelle observée sur la station météorologique de Météo-France la plus proche, sur la commune de Trinay à 9 km à vol d'oiseau, est de 11,4 °C et le cumul annuel moyen de précipitations est de 645,3 mm,. Pour l'avenir, les paramètres climatiques de la commune estimés pour 2050 selon différents scénarios d'émission de gaz à effet de serre sont consultables sur un site dédié publié par Météo-France en novembre 2022.

## Urbanisme

### Typologie
Au 1er janvier 2024, Poupry est catégorisée commune rurale à habitat dispersé, selon la nouvelle grille communale de densité à 7 niveaux définie par l'Insee en 2022.
Elle est située hors unité urbaine. Par ailleurs la commune fait partie de l'aire d'attraction d'Orléans, dont elle est une commune de la couronne,. Cette aire, qui regroupe 136 communes, est catégorisée dans les aires de 200 000 à moins de 700 000 habitants,.

### Occupation des sols
L'occupation des sols de la commune, telle qu'elle ressort de la base de données européenne d’occupation biophysique des sols Corine Land Cover (CLC), est marquée par l'importance des territoires agricoles (91,1 % en 2018), en diminution par rapport à 1990 (98,2 %). La répartition détaillée en 2018 est la suivante : 
terres arables (91,1 %), zones industrielles ou commerciales et réseaux de communication (7,1 %), forêts (1,8 %).
L'IGN met par ailleurs à disposition un outil en ligne permettant de comparer l’évolution dans le temps de l’occupation des sols de la commune (ou de territoires à des échelles différentes). Plusieurs époques sont accessibles sous forme de cartes ou photos aériennes : la carte de Cassini (XVIIIe siècle), la carte d'état-major (1820-1866) et la période actuelle (1950 à aujourd'hui).

### Risques majeurs
Le territoire de la commune de Poupry est vulnérable à différents aléas naturels : météorologiques (tempête, orage, neige, grand froid, canicule ou sécheresse), inondationset séisme (sismicité très faible). Il est également exposé à deux risques technologiques, le transport de matières dangereuses et  le risque industriel. Un site publié par le BRGM permet d'évaluer simplement et rapidement les risques d'un bien localisé soit par son adresse soit par le numéro de sa parcelle.

#### Risques naturels
Certaines parties du territoire communal sont susceptibles d’être affectées par le risque d’inondation par débordement de cours d'eau et par ruissellement et coulée de boue, notamment l'Eure et le ruisseau de l'Étang Chaud. La commune a été reconnue en état de catastrophe naturelle au titre des dommages causés par les inondations et coulées de boue survenues en 1999 et 2016,.

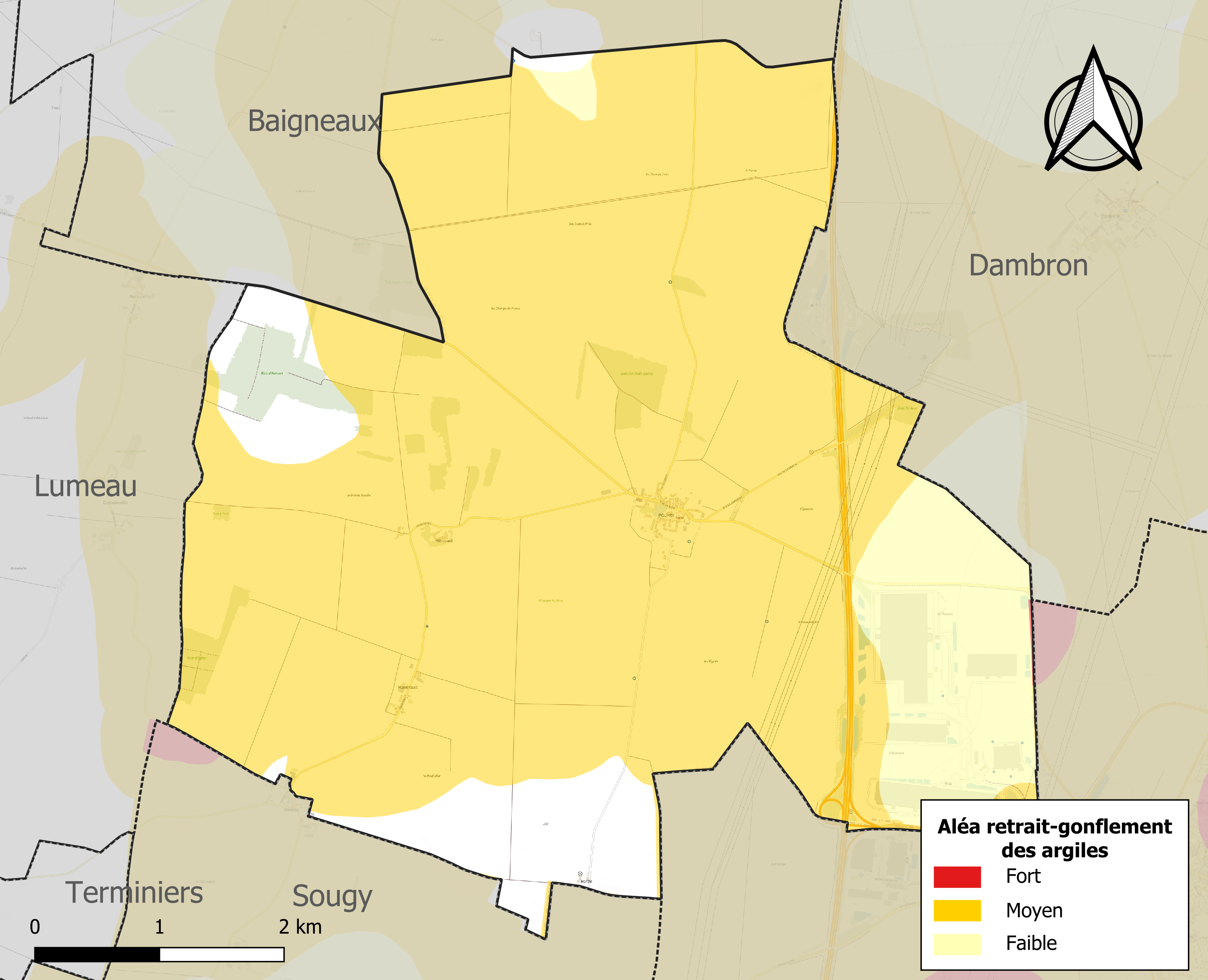
Carte des zones d'aléa retrait-gonflement des sols argileux de Poupry.

Le retrait-gonflement des sols argileux est susceptible d'engendrer des dommages importants aux bâtiments en cas d’alternance de périodes de sécheresse et de pluie. 81 % de la superficie communale est en aléa moyen ou fort (52,8 % au niveau départemental et 48,5 % au niveau national). Sur les 53 bâtiments dénombrés sur la commune en 2019, 52 sont en aléa moyen ou fort, soit 98 %, à comparer aux 70 % au niveau départemental et 54 % au niveau national. Une cartographie de l'exposition du territoire national au retrait gonflement des sols argileux est disponible sur le site du BRGM,.
Concernant les mouvements de terrains, la commune a été reconnue en état de catastrophe naturelle au titre des dommages causés par la sécheresse en 2018 et par des mouvements de terrain en 1999.

#### Risques technologiques
La commune est exposée au risque industriel du fait de la présence sur son territoire d'une entreprise soumise à la directive européenne SEVESO.
Le risque de transport de matières dangereuses sur la commune est lié à sa traversée par des infrastructures routières ou ferroviaires importantes ou la présence d'une canalisation de transport d'hydrocarbures. Un accident se produisant sur de telles infrastructures est en effet susceptible d’avoir des effets graves au bâti ou aux personnes jusqu’à 350 m, selon la nature du matériau transporté. Des dispositions d’urbanisme peuvent être préconisées en conséquence.

## Toponymie
- Porpriacum, Purpiriaco, Porpreium, Praperye, Pourpry, Poupry
- Buxetum, Boissei, Boissay (ensemble de buis)
- Mansus Meraldi (la manse de Mérault), citée dans le Cartulaire de Sainte-Croix d'Orléans en 972 ; Mémerault jusqu'au XVIIIe siècle, Mamerault
- Ferme de Rochefort, paroisse de Poupry.

## Histoire

### Préhistoire et Antiquité
Des restes d'habitations préhistoriques et de l'Antiquité ont fait l'objet de fouilles archéologiques sur la commune de Poupry.
Lors de la construction de l'autoroute, un site protohistorique a été fouillé, comprenant des fosses silos et du mobilier du second âge du fer (période gauloise avant la conquête romaine).
Une fumière et des traces de bâtiments agricoles ont été trouvées
Au bois d'Auneux existe un site gallo-romain où a été trouvée de la céramique sigillée. À plusieurs endroits sur le territoire de Poupry, on trouve des tuiles (tegulae), de la céramique. Une exploitation agro-pastorale gallo-romaine a fait l'objet de fouilles au hameau de Villeneuve.

### Moyen Age
Le lieu-dit Villeneuve sur le territoire de Poupry est, au Moyen Âge, un péage-droit de passage du seigneur du Puiset occupé dès le Xe siècle. Il est devenu le péage de l'autoroute A10 fin du XXe siècle.

### Guerre de Cent ans
Durant la guerre de Cent Ans, l'armée de Thomas Montagu, comte de Salisbury, prend « Janville, en Beauce, fin août 1428, qui sera longtemps l'une des bases importantes du dispositif anglais pour la conquête des villes de la Loire et le siège devant Orléans. » « De Janville sont lancées, dans plusieurs directions, des colonnes volantes. L'une d'elles, par Artenay, Poupry, Terminiers et Patay, alla soumettre plusieurs petites places entre cette dernière ville et Châteaudun, Sougy, (...). » Parmi les 40 villes que Salisbury déclare avoir conquises, notons « Yenville, Lapesett, Towry, Saint Ely, Praperye, Termenerys, Sowche, Harteney, Patoye ».
Salisbury met ensuite le siège devant Orléans le 12 octobre 1428. Poupry est libéré des Anglais après la bataille de Patay le 18 juin 1429.

### Attaque de la ferme du Milhouard en 1798
Dans la nuit du 3 janvier 1798, la bande de brigands appelée les Chauffeurs d'Orgères se déplace, en provenance du bois de Goury et passant par Lumeau, allant vers le bois Pussin à l'est après Poupry. Ils volent et assassinent Nicolas Fousset, cultivateur du hameau du Milhouard. Les membres de la bande sont alors arrêtés, interrogés et enfermés dans les caves du château de Villeprévost, quatre vingt deux d'entre eux sont déferrés au tribunal de Chartres : quarante sont condamnés au bagne et vingt trois sont condamnés à mort.

### Bataille du2 décembre 1870

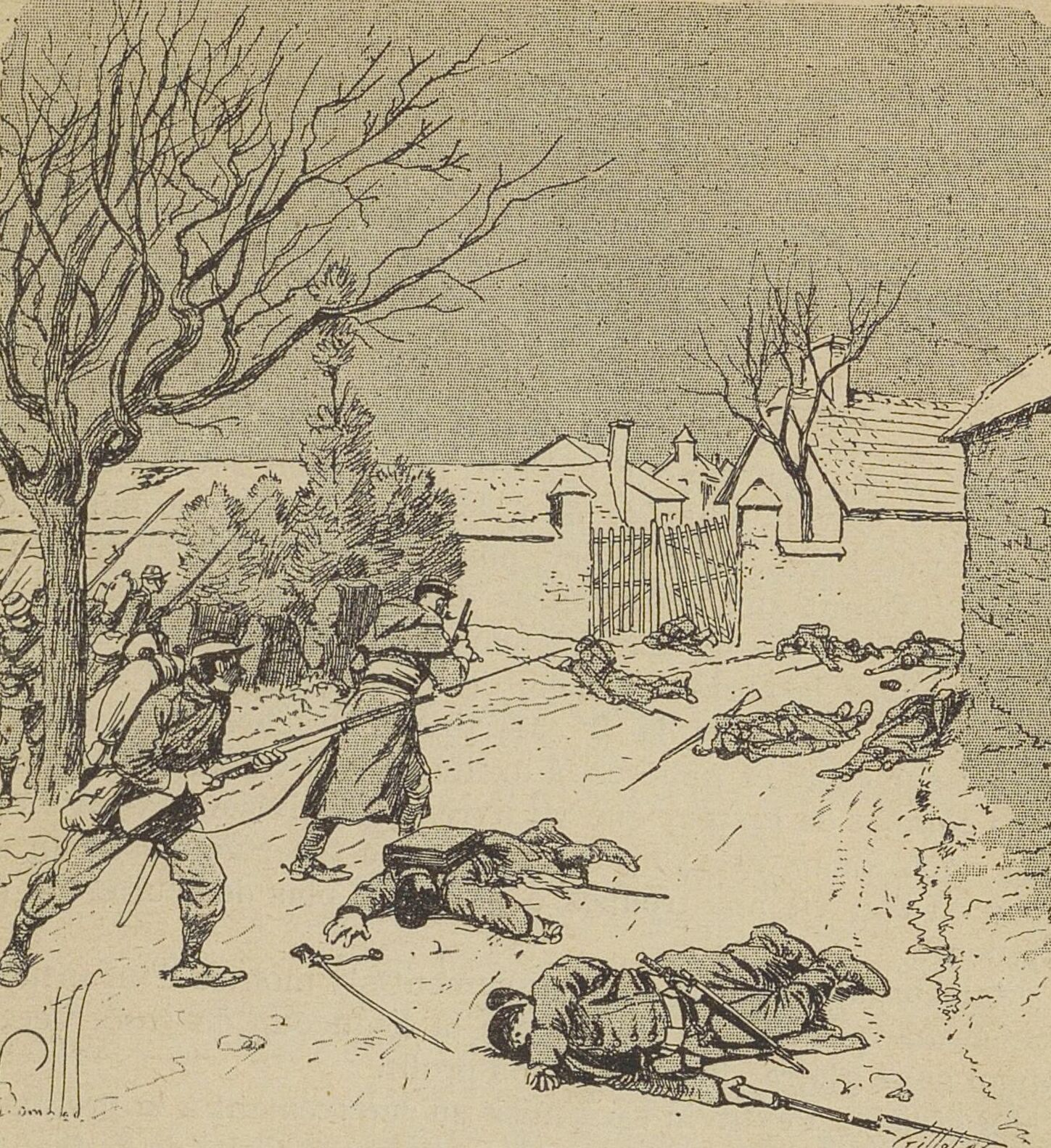
Dessin de l'attaque de Poupry par la division Peytavin.

Lors de la guerre franco-allemande de 1870, les allemands arrivent à Poupry le 28 septembre 1870. « Les Prussiens s'établissent à Toury au nombre de 5 000 hommes, se répandent à Janville, le Puiset, Mervilliers, etc, puis le 28 dans le canton de Voves et dans quelques communes du canton d'Orgères, où ils font immédiatement les plus onéreuses réquisitions. »
Le champ de bataille du 2 décembre 1870 entre l'Armée de la Loire et la confédération prussienne et bavaroise s'étend de Loigny à Lumeau et Poupry. Se font face d'une part le 15e corps d'armée du général Martin des Pallières basé à Artenay et le 16e corps d'armée du général Chanzy basé à Terminiers, et d'autre part la 17e division d’infanterie prussienne basée à Lumeau et la 22e division d’infanterie prussienne basée à Baigneaux. À 9 heures, les combats commencent à Lumeau et Loigny. Tandis que la 3e division du 16e corps, commandée par le général Morandy, attaque Lumeau, en provenance de Terminiers et Neuvilliers, les Prussiens ripostent. « Après une canonnade d'une demi-heure, l'infanterie française attaque Lumeau ; nos soldats atteignent déjà les premières maisons du village de Lumeau, lorsque les Allemands reçoivent d'importants renforts. La 22e division prussienne, arrivée à Baigneaux, n'a devant elle qu'une faible portion de notre 15e corps ; son chef s'empresse de diriger vers Auneux la 44e brigade avec 6 batteries d'artillerie, pour venir en aide à la 17e division, et le bataillon de chasseurs, resté à Baigneaux, rallie sa division à Lumeau. Le combat est engagé sur toute la ligne d'Auneux-Neuvilliers à la ferme d'Écuillon (vers Loigny et Goury) Le général von Treskow, jugeant alors l'attaque suffisamment préparée, lance sa division sur les régiments du général Morandy et les repousse de tous côtés. »
« Vers une heure de l'après midi, la 43e brigade de la 22e division prussienne d’infanterie, arrivée à Lumeau, combat à Auneux, prend Domainville, Milhouard et Mamerault et poursuit au sud de Poupry contre une brigade du 15e corps d'armée français venu d'Artenay. » Les Prussiens établissent des batteries d'artillerie à Milhouard et Mamerault. « Le 15e corps (divisions Peytavin et Martineau), après avoir repoussé les forces qu'il avait devant lui, se portait sur Mamerault et Domainville. »
Néanmoins, à l'autre extrémité du champ de bataille, à Loigny, l'ordre de retraite est donné à 3 heures de l'après midi. « Les 16e et 17e corps d'armée se replient de Guillonville-Villepion-Terminiers sur la ligne Péronville-Patay-Sougy. » « À six heures, le 15e corps d'armée se replie sur la ligne Chevilly-Creuzy-Artenay-Villereau. » La 22e division d'infanterie prussienne quitte Poupry vers 10 heures du soir et se replie sur Lumeau et Auneux. Le lendemain, « la 22e division d'infanterie occupe Poupry. »

## Politique et administration

### Liste des maires

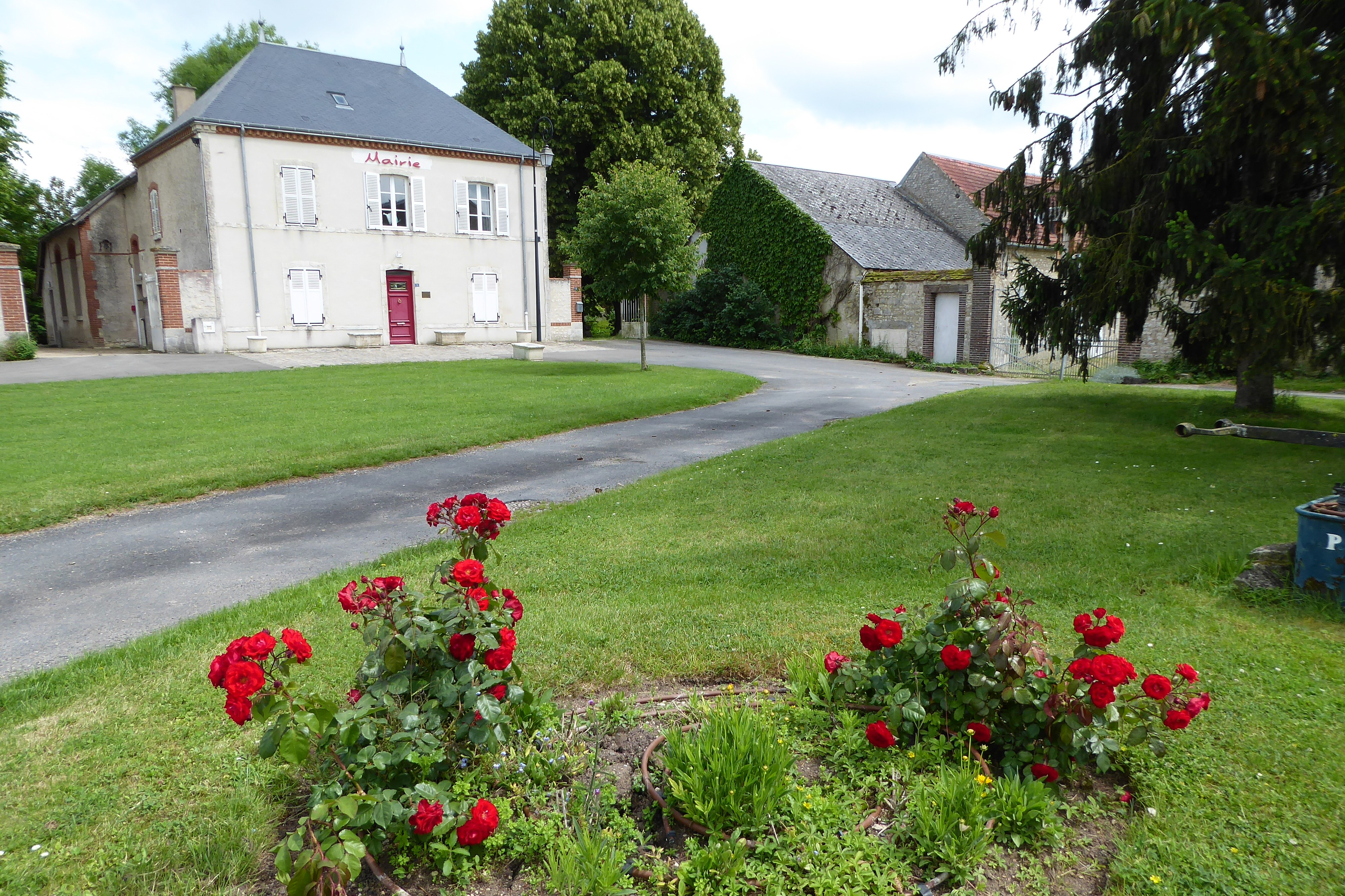
La mairie de Poupry.

| Période                                  | Période  | Identité       | Étiquette | Qualité                              |
| ---------------------------------------- | -------- | -------------- | --------- | ------------------------------------ |
| Les données manquantes sont à compléter. |          |                |           |                                      |
| mars 2001                                | 2014     | Yves Chenu     |           |                                      |
| février 2016                             | En cours | Dany Bertheau, |           | Professeure, profession scientifique |

## Population et société

### Démographie
L'évolution du nombre d'habitants est connue à travers les recensements de la population effectués dans la commune depuis 1793. Pour les communes de moins de 10 000 habitants, une enquête de recensement portant sur toute la population est réalisée tous les cinq ans, les populations de référence des années intermédiaires étant quant à elles estimées par interpolation ou extrapolation. Pour la commune, le premier recensement exhaustif entrant dans le cadre du nouveau dispositif a été réalisé en 2005.

En 2022, la commune comptait 99 habitants, en évolution de −8,33 % par rapport à 2016 (Eure-et-Loir : −0,23 %, France hors Mayotte : +2,11 %).
| 1793 | 1800 | 1806 | 1821 | 1831 | 1836 | 1841 | 1846 | 1851 |
| ---- | ---- | ---- | ---- | ---- | ---- | ---- | ---- | ---- |
| 201  | 250  | 270  | 237  | 231  | 251  | 248  | 214  | 244  |

| 1856 | 1861 | 1866 | 1872 | 1876 | 1881 | 1886 | 1891 | 1896 |
| ---- | ---- | ---- | ---- | ---- | ---- | ---- | ---- | ---- |
| 244  | 263  | 272  | 241  | 259  | 258  | 253  | 234  | 235  |

| 1901 | 1906 | 1911 | 1921 | 1926 | 1931 | 1936 | 1946 | 1954 |
| ---- | ---- | ---- | ---- | ---- | ---- | ---- | ---- | ---- |
| 223  | 210  | 205  | 196  | 209  | 219  | 191  | 190  | 193  |

| 1962 | 1968 | 1975 | 1982 | 1990 | 1999 | 2005 | 2006 | 2010 |
| ---- | ---- | ---- | ---- | ---- | ---- | ---- | ---- | ---- |
| 175  | 162  | 123  | 115  | 103  | 110  | 103  | 100  | 103  |

| 2015 | 2020 | 2022 | - | - | - | - | - | - |
| ---- | ---- | ---- | - | - | - | - | - | - |
| 107  | 96   | 99   | - | - | - | - | - | - |

## Économie
En complément des activités agricoles traditionnelles de la Beauce, la commune valorise sa position stratégique vis-à-vis de l'autoroute A10 pour accueillir de grandes entreprises de logistique et de distribution telles que XPO Logistics, STEF et Carrefour.
À cet égard, les entrepôts de stockage présentent certains risques industriels qui peuvent être dangereux, comme le site de XPO Logistics, classé Seveso « seuil haut ».

## Culture locale et patrimoine

### Lieux et monuments
- Église Notre-Dame : la Fondation du patrimoine lance en 2023 un appel de fonds pour sa restauration[37] ;
- Zone d'activité de Villeneuve, à la sortie de l'autoroute A10.

Lieux et monuments de Poupry
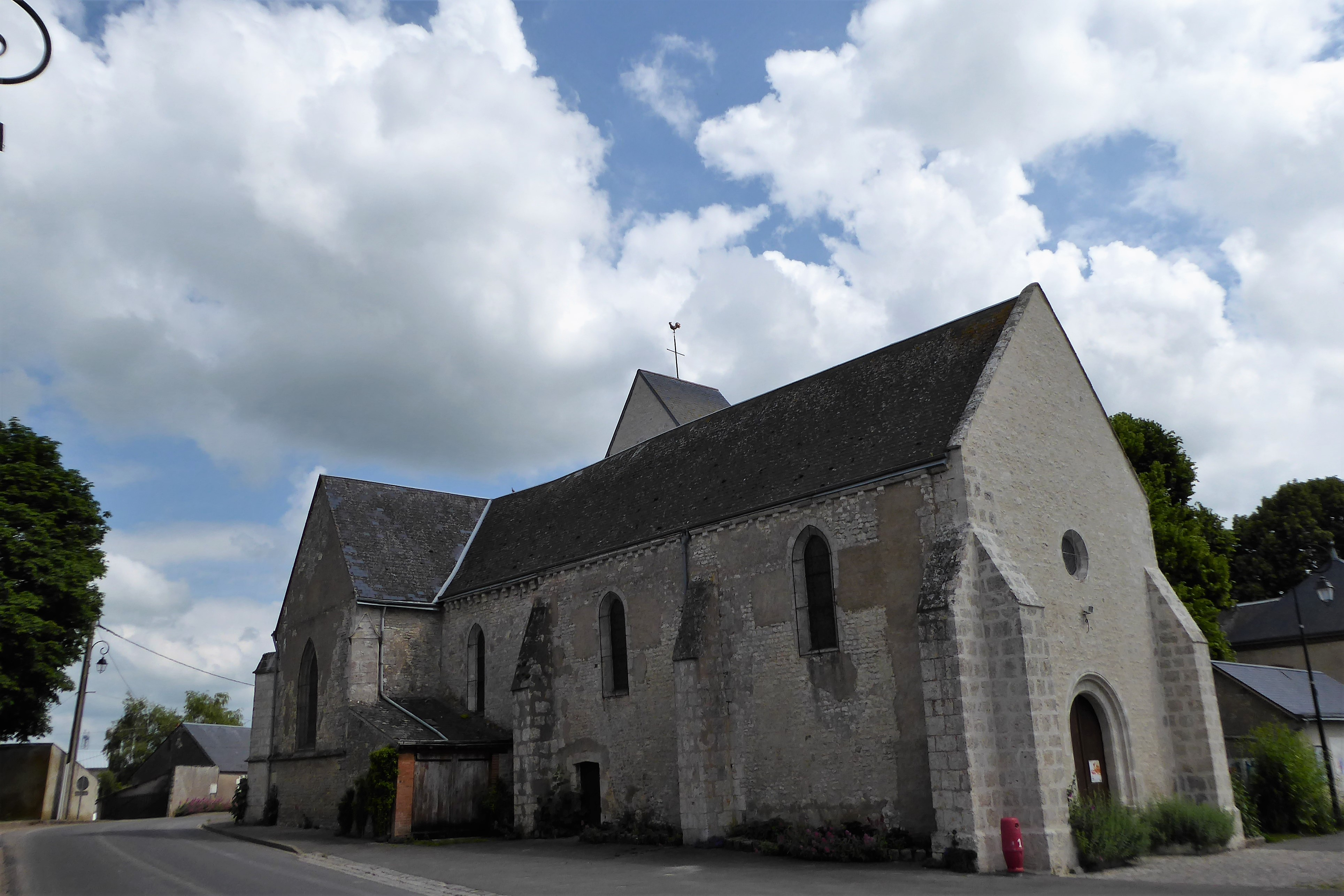
Mur nord de l'église Notre-Dame.
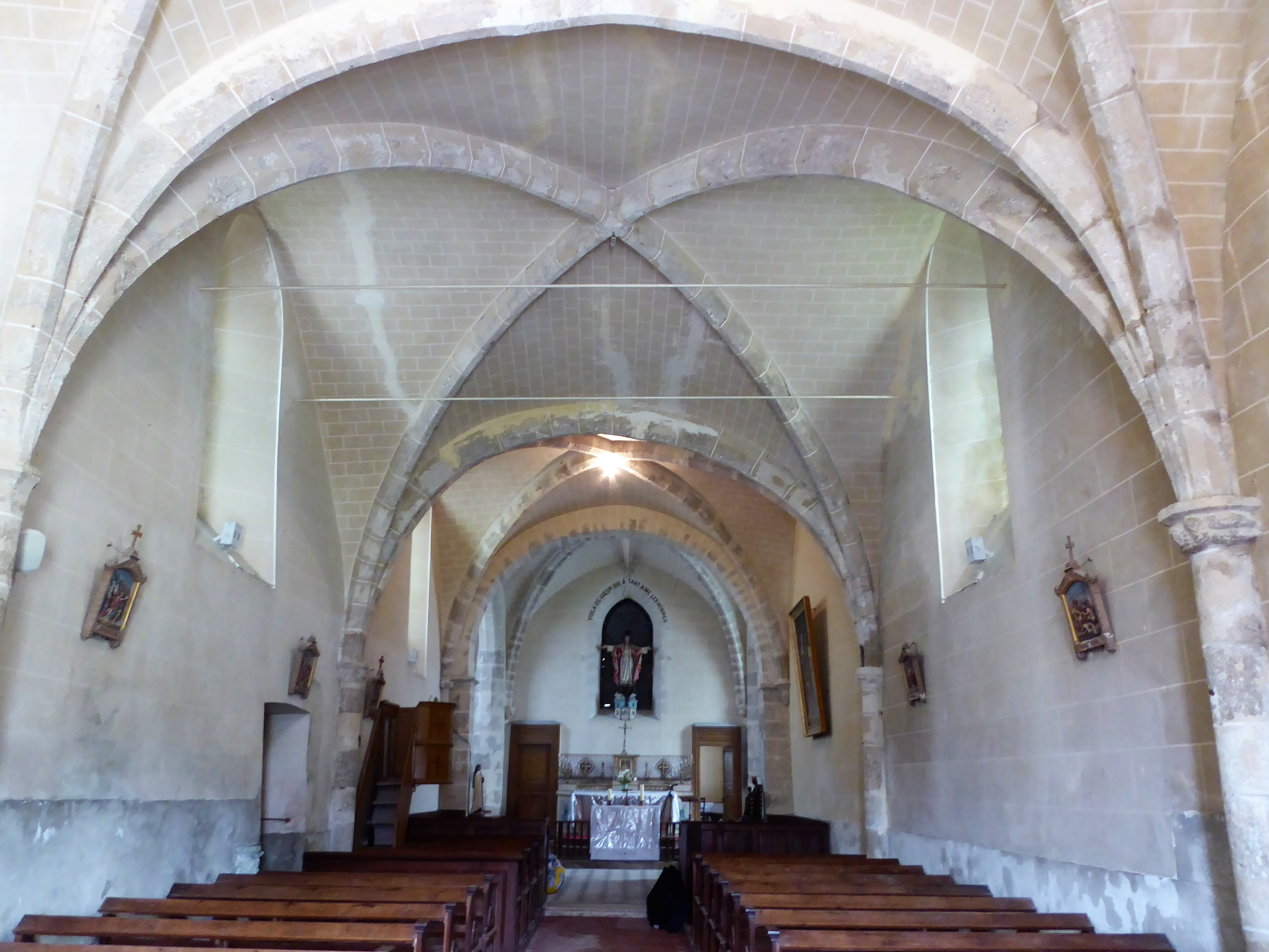
Intérieur de l'église.
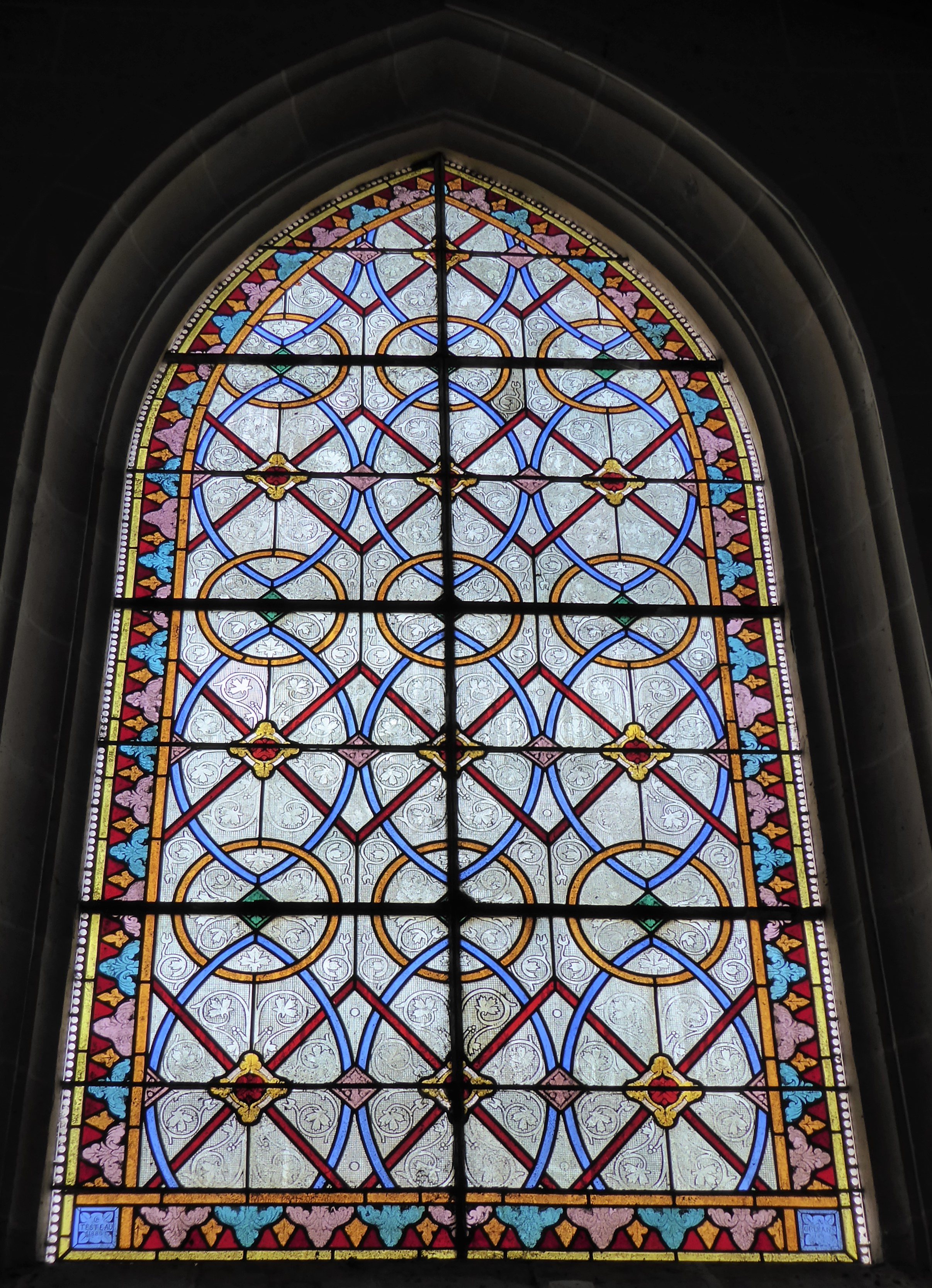
Vitrail signé Testeau 1888, Orléans.
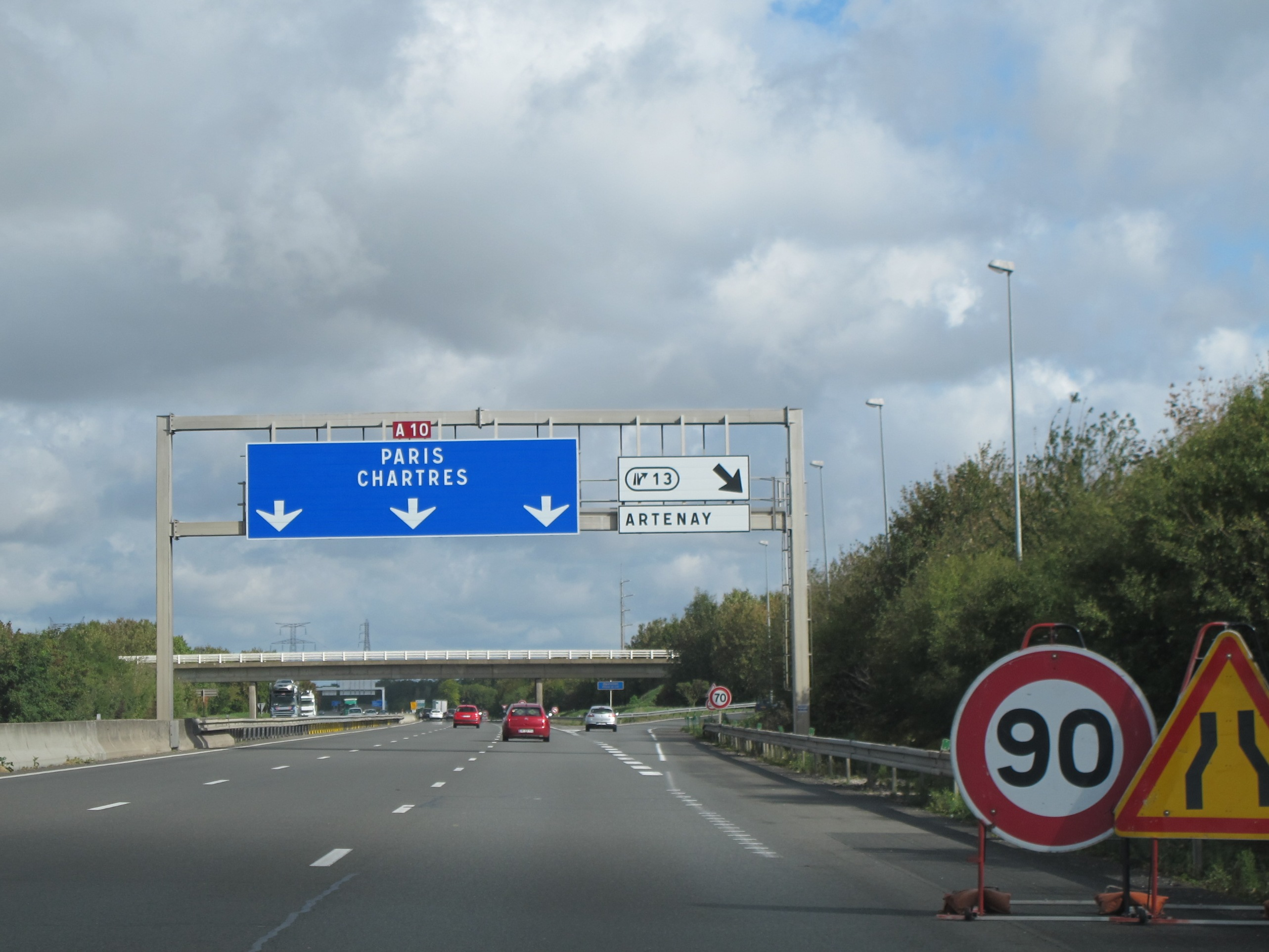
A10, sortie no 13 fléchée Artenay.
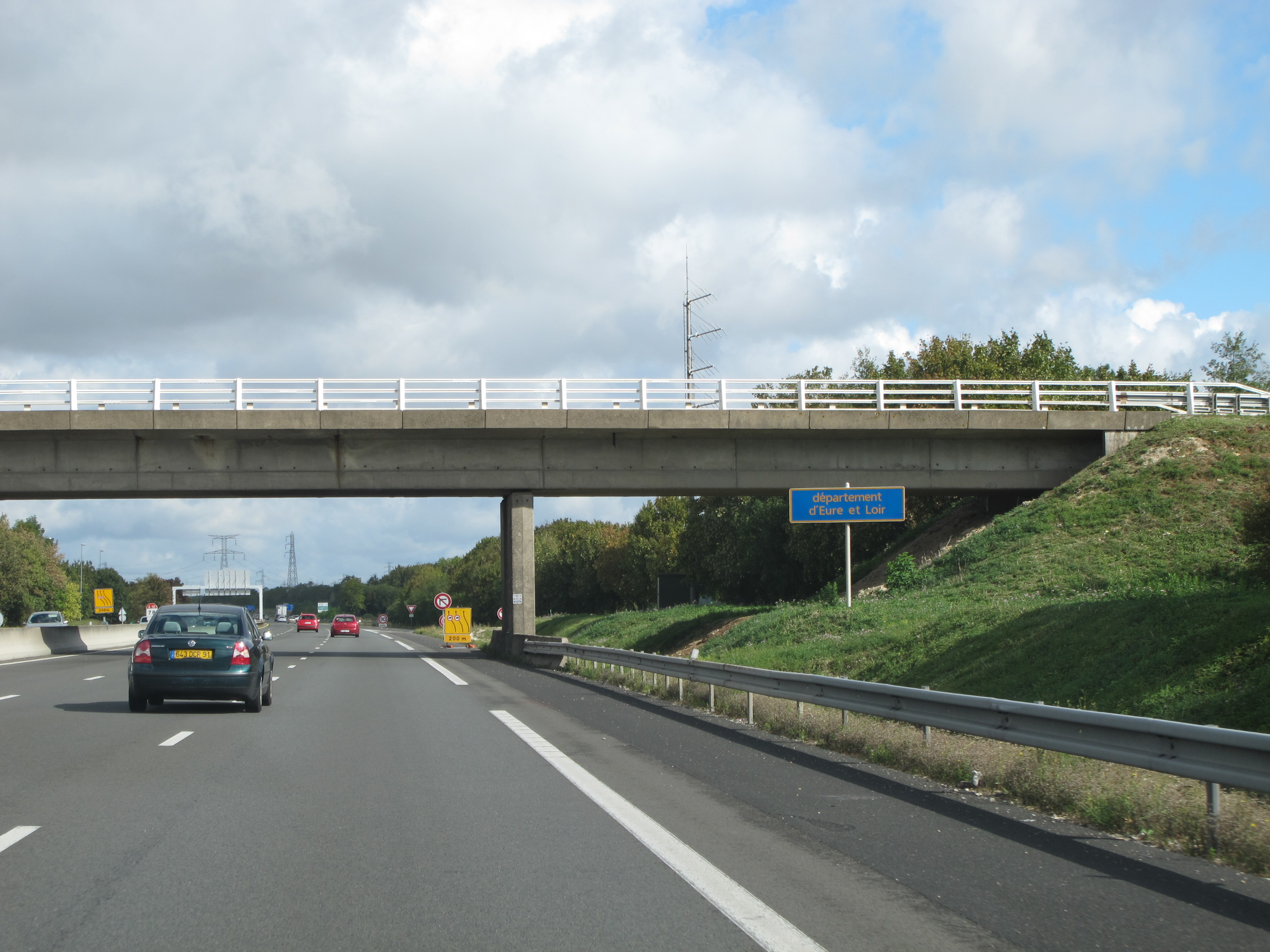
A10, sens sud-nord, entrée en Eure-et-Loir par Poupry.

### Personnalités liées à la commune
- Le roi Louis XI (1423-1483) effectua un pèlerinage à Notre-Dame de Poupry, les 26 et 27 avril 1480, avant d'aller à Pithiviers[38].